# Kawanishi K-200
O Kawanishi K-200 foi um projecto aeronáutico para a concepção de um hidroavião a jacto no Japão, no final da Segunda Guerra Mundial. Com o Japão em estado crítico, o K-200 nunca chegou conseguiu entrar em produção. Há muito poucos dados sobre o K-200 e as ilustrações contemporâneas do K-200 são baseadas em especulações.

## Projecto
A empresa aeronáutica Kawanishi alcançou sucesso com seu hidroavião H8K, convencionalmente motorizado por quatro motores a pistão, durante a guerra, e este serviu a Marinha Imperial Japonesa com distinção a partir de Janeiro de 1942 em diante. Com esta grande experiência aeronáutica, o K-200 tomou forma como um desenvolvimento futurista, um hidroavião pesado com asas altas e com flutuadores laterais, um casco inferior semelhante a um barco e uma fuselagem tradicional com cauda única. Em vez dos motores semelhantes aos do H8K, seis turbo-reactores foram projectados para o alimentarem, e organizados de forma a ficarem dispostos em dois pares, três por cima de uma asa e três por cima da outra asa. O cockpit, fortemente envidraçado, foi ajustado para frente das asas e atrás de uma montagem de cone de nariz. A tripulação padrão provavelmente variaria entre seis e oito pessoas.
Uma vez que o K-200 só entrou em fase de planeamento, muito pouca informação concreta sobrou até aos dias de hoje sobre a forma com a qual seria finalizado. A sua utilidade no serviço teria sido limitada - os turbo-reactores japoneses descritos nos planos não dão provas de que seriam fiáveis para todos os serviços que os japoneses esperavam de um hidroavião na época. O armamento pode ter seguido o exemplo do H8K, sendo uma mistura de canhões e metralhadoras para ambas as acções ofensivas e defensivas - uma torreta dorsal e uma torreta de cauda estariam entre os principais recursos provavelmente incluídos. A capacidade de carga de guerra da aeronave seria dedicada para suportar torpedos, explosivos de profundidade, minas e bombas convencionais.